# Alszerpap
Az alszerpap vagy más neveken szubdiákonus vagy szubdiakónus (latin: subdiaconus, görög: hüpodiákonosz) az egyházi rend egyik fokozata, amely a szerpap alatt van. A római egyházban a II. vatikáni zsinat szüntette meg. Az ortodox és anglikán egyházakban ma is megvan.
A latin Egyházban egész életére kötelezve volt a papi nőtlenségre és a zsolozsma végzésére és ezért már a nagyobb rendekhez számított. A nagyobb rendek első fokán állt.
A szentelésben (amely nem szentség jellegű, hanem csak szentelmény) hatalmat nyert, hogy a misében a lectiót énekelhesse; segédkezett a szerpapnak, feladata az oltárterítők és corporalék kimosása volt.
Bár a nyugati egyházban az újkorban a nagyobb rendek közé tartozott, régebben, miként még ma is a keleti egyházakban, a kisebb rendekhez számított.